# Nikola Žic
Nikola Žic (Punat, 10. srpnja 1882. – Zagreb, 14. lipnja 1960.), hrvatski zemljopisac i kulturni povjesničar

## Životopis
Rodio se u Puntu. diplomirao povijest i zemljopis te hrvatski jezik u Beču 1905. godine. Predavao u srednjim školama u Pazinu, Požegi, Daruvaru te u Zagrebu. S Vladimirom Nazorom, Matom Tentorom i Vjekoslavom Spinčićem sastavio je Spomenicu istarskih Jugoslavena za Mirovnu konferenciju u Parizu 1919. godine. U NDH zaposlenik Hrvatskoga izdavalačkog bibliografskog zavoda kao urednik u Hrvatskoj enciklopediji. Poslije rata radio u Leksikografskome zavodu u Enciklopediji Jugoslavije i u Pomorskoj enciklopediji. U Programu Pazinske gimnazije tiskao je studiju o Pazinskom potoku i tekst Mošćeničkoga statuta, a objavio je prve spoznaje o Labinskome statutu iz 1341. godine. Bavio se hrvatskim inkunabulama i rijetkim knjigama. Pisao je o djelovanju biskupa Jurja Dobrile u Istarskome saboru, o naseljavanju Istre u 16. i 17. stoljeću. Skrenuo je pozornost na kult boga Peruna u Istri. Surađivao s Narodnom prosvjetom, učiteljskim mjesečnikom. Knjige Istra I. i Istra II. sadrže njegove studije o Istri i Istranima koje je prethodno objavio u Narodnoj prosvjeti. Napisao Antropogeografsko stanje potkraj svjetskog rata  (1937. Tijekom rata dopunio ga je djelom Geopolitički pogled na Istru i Istrane (1943.). Osim navedenih, pisao je u listu Istra, listu hrvatskih emigranata iz Istre te poslije u Istarskoj Danici.